# Пески (аэропорт)
Пески (прежние названия — Петрозаводск-1, Петрозаводск) — аэропорт местных воздушных линий в Петрозаводске. Получил своё наименование от находящегося рядом городского микрорайона Пески.
Аэродром 4 класса, способен принимать самолёты Ан-2, Ан-28 и другие ВС 4 класса, а также вертолёты всех типов.
Вблизи Петрозаводска имеется ещё один аэропорт — Бесовец.

## История
Строительство аэродрома началось в начале 1934 г.. В сентябре 1934 года в Песках (координаты: 61°49’54" с. ш., 34°17’41" в. д.) был открыт аэродром Петрозаводского городского аэроклуба ОСОАвиахима. На нём базировались учебные самолёты Ш-2, По-2 др.
Позднее аэропорт стал базовым для Петрозаводского звена (авиаотряда) Гражданского воздушного флота (образовано 17 июня 1934). Позднее это авиапредприятие преобразовывалось:
- 1935 — в 34 отдельный авиаотряд (авиазвено) местных воздушных линий ГВФ СССР;
- 1939 — на период советско-финляндской войны в 238 отряд спецприменения Северного Управления ГВФ СССР;
- после окончания войны — в Карело-Финский отдельный авиаотряд ГВФ СССР;
- во время Великой Отечественной войны — в 4 отдельный авиаполк;
- 1952 — в 69 объединённый авиаотряд;
- 1962 — Петрозаводский объединённый авиаотряд (входил в состав Северного, с 1973 г. — Ленинградского управления гражданской авиации Министерства гражданской авиации СССР);
- 1991 — Петрозаводское объединённое авиапредприятие;
- 1997 — предприятие-эксплуатант аэропорта было ликвидировано;
- 1998 — аэропорт передан Северо-Западной базе авиационной охраны лесов[4].

Постановлением Совета Народных Комиссаров Карельской АССР от 26 августа 1938 г. посадочная площадка гражданской авиации в г. Петрозаводске была переоборудована для тяжелых самолётов.
Гражданские воздушные линии из аэропорта стали обслуживаться незадолго до Великой Отечественной войны. В 1940-х из аэропорта на самолётах По-2, Ш-2, Ли-2, ПР-5 обслуживались пассажирские рейсы в Ленинград, Выборг, Пудож и Шуньгу. В 1950—1960-х из аэропорта осуществлялись рейсы по местным воздушным линиям на самолётах Ан-2 и Як-12 в районные центры и крупные населённые пункты Карельской АССР, в том числе — зимой на ледовые площадки (летом полёты осуществлялись из гидропорта на водные поверхности). Кроме рейсов по Карелии функционировали линии на ближайшие аэродромы в Ленинградской, Архангельской и Вологодской областях. К 1970-1980-м основными пассажирскими линиями становятся линии на Калевалу (через Сегежу), Пудож, Сортавала, Вытегру, Каргополь, Толвую, Череповец и Белозерск. С середины 1990-х пассажирское сообщение существовало на линиях на Пудож и Калевалу. Кроме пассажирских рейсов, эксплуатант осуществлял грузовые перевозки, авиахимработы, аэрофотосъёмочные, санитарные и другие народнохозяйственные авиационные работы на самолётах Ан-2, вертолётах Ми-1, Ми-4, Ми-8, Ка-26.
Нынешний эксплуатант аэропорта — ГУП РК «Северо-Западная авиабаза» — был создан приказом Министерства лесного хозяйства РСФСР № 384 от 17.01.1974 г. с целью обнаружения и борьбы с лесными пожарами на территории Карелии. 24 января 2007, после ликвидации «Северо-Западной авиабазы» — филиала ФГУ «Авиалесоохрана», распоряжением правительства Республики Карелия № 20-р на её основе создано Государственное учреждение Республики Карелия «Северо-Западная база авиационной охраны лесов» (ГУ РК «Северо-Западная авиабаза»).
База имеет в своём распоряжении самолёты Ан-2 и вертолёты Ми-8.
В 2009 база получила от Федерального агентства воздушного транспорта допуск к выполнению внутренних коммерческих воздушных перевозок. В настоящее время из аэропорта c ноября по май осуществляются пассажирские рейсы вертолётом Ми-8 на Сенную Губу и Кижи.
В 2014 г. эксплуатант аэропорта Северо-Западная база авиационной охраны лесов была ликвидирована. C 1 января 2017 г. на базе аэропорта планируется создать петрозаводскую региональную поисково-спасательную базу «Росавиации».
С июня 2022 г. вертодром Пески переведен Росавиацией в статус посадочной площадки.